# Eimundo de Holmogárdia
Eimundo (em latim: Eimundus ou Eymundus) foi um lendário caudilho víquingue que é mencionado no Skáldskaparmál do escaldo islandês Snorri Sturluson, monarca do reino oriental de Holmogárdia (nórdico antigo: Hólmgarðr, hoje Novogárdia); sogro de Haldano, o Velho, rei de Ringerícia que casou com a sua filha Alviga, a Sábia a quem, segundo a lenda, lhe deram dezoito netos, nove deles no mesmo parto.